# Photo-Me International

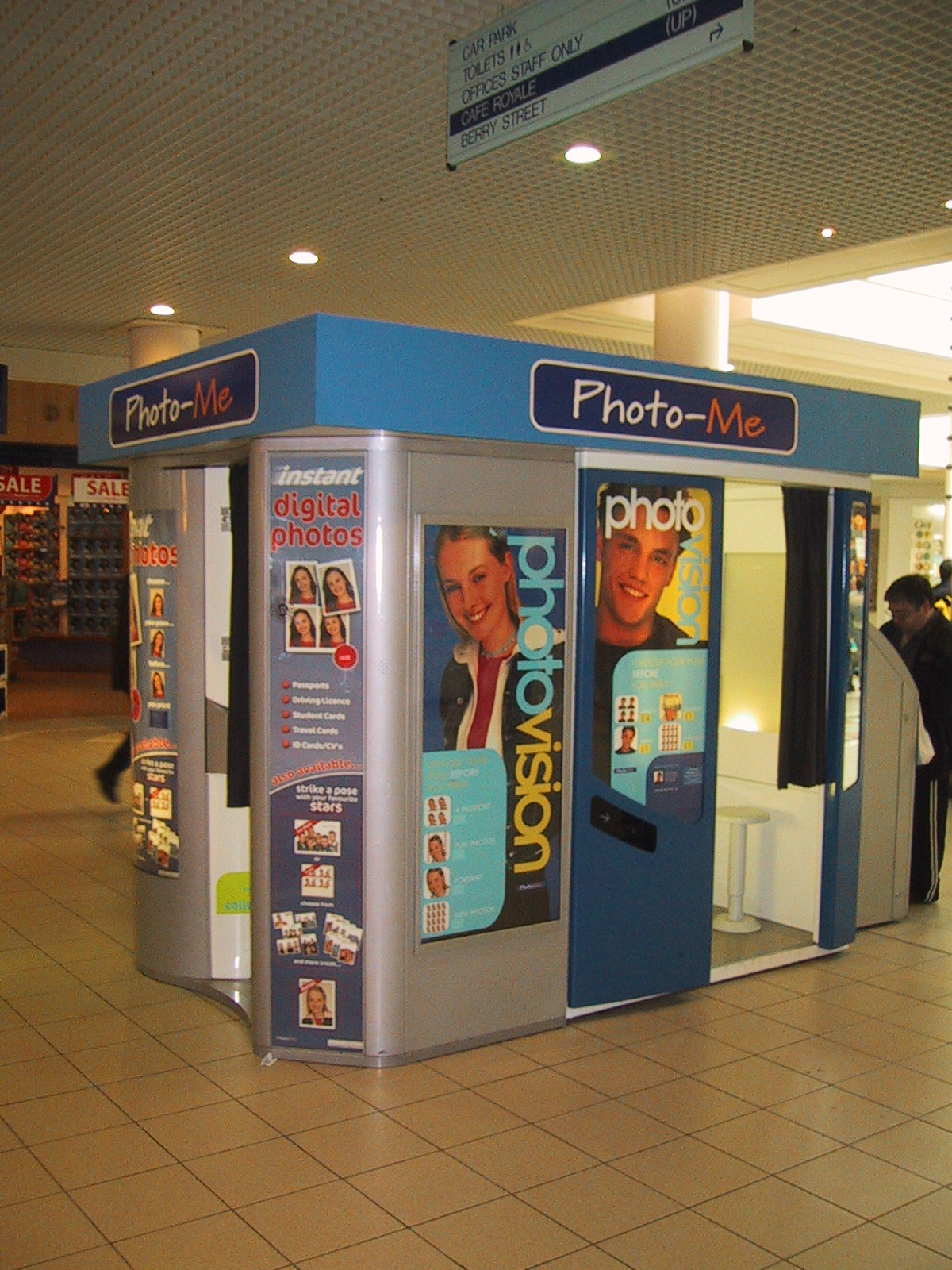
Une cabine photographique de Photo-Me International installée dans un centre commercial à Castle Court, en Irlande du Nord, en 2003

ME Group International, anciennement Photo-Me International, est une entreprise britannique basée à Great Bookham, dans le Surrey, en Angleterre. C'est la société mère de Photomaton (France) et de Fotofix (Allemagne).
Elle gère 24 900 cabines photographiques dans le monde.
Son P-DG est Serge Crasnianski.